# Alexander Pratt
Alexander Pratt (27 de mayo de 2000) es un deportista de Canadá que compite en natación. Ganó una medalla de oro en el Campeonato Mundial Junior de Natación de 2017, en la prueba de 4 × 100 m libre mixto.